# کرسنت سیتی نورت، کالیفرنیا
کرسنت سیتی نورت (به انگلیسی: Crescent City North) یک منطقهٔ مسکونی در ایالات متحده آمریکا است که در شهرستان دل نورت، کالیفرنیا قرار دارد. کرسنت سیتی نورت ۵ کیلومتر مربع مساحت و ۴٬۰۲۸ نفر جمعیت دارد.